# Violencia sexual y de género en Israel durante la operación Inundación de Al-Aqsa
Durante la operación Inundación de Al-Aqsa, el ataque de Hamás contra ciudades israelíes, las autoridades israelíes acusaron a milicianos de Hamás de violar, agredir o mutilar a mujeres y niñas israelíes.  Israel acusó a Hamás de cometer actos de violencia de género, crímenes de guerra y crímenes de lesa humanidad, de acuerdo con el reconocimiento de la Corte Penal Internacional (CPI) de que la violencia sexual es un crimen de guerra y un crimen de lesa humanidad.   Hamás negó que sus combatientes hubieran cometido agresiones sexuales y solicitó una investigación internacional imparcial sobre las acusaciones aún no confirmadas.
La Representante Especial de la ONU sobre la Violencia Sexual en los Conflictos, Pramila Patten, informó en marzo de 2024, con la «plena cooperación» del gobierno israelí, que había «información clara y convincente» de que los rehenes israelíes en Gaza habían sufrido violencia sexual y que había «motivos razonables para creer que se produjo violencia sexual relacionada con el conflicto durante los ataques del 7 de octubre».  El informe no fue una investigación completa, sino que fue diseñado para «recopilar y verificar acusaciones», y el equipo afirmó que sus conclusiones estaban por debajo del umbral legal de estar «más allá de toda duda razonable». Posteriormente, en junio de 2024, la Comisión de Investigación de la ONU publicó un informe obligatorio en el que se afirmaba que había «un patrón indicativo de violencia sexual por parte de las fuerzas palestinas durante el ataque», pero que no había podido verificar de forma independiente las acusaciones de violación debido a la obstrucción de la investigación por parte de Israel. También determinó que algunas de las acusaciones eran falsas y que «no había pruebas creíbles» de que los militantes palestinos hubieran recibido órdenes de cometer violencia sexual.
El 23 de abril de 2024, la ONU se negó a incluir a Hamás en la lista negra de partes estatales y no estatales culpables de violencia sexual en 2023 debido a la falta de pruebas creíbles. En enero de 2025, el exjefe de la división de casos de seguridad de la fiscalía del Distrito Sur de Israel dijo que no había ningún caso penal relacionado con violaciones supuestamente cometidas por miembros de Hamás debido a la falta de pruebas y de denunciantes.

## Eventos
Los ataques de Hamás contra comunidades israelíes, en los que murieron 1139 personas y 240 rehenes fueron secuestrados y trasladados a la Franja de Gaza, implicaron, según las autoridades israelíes, una violencia sexual generalizada.      Los combatientes que se infiltraron en ciudades israelíes, donde testigos dijeron que torturaron, violaron y agredieron sexualmente a muchas mujeres y niñas de todas las edades, incluyendo a algunos hombres.      Los asesinatos del 7 de octubre no tuvieron precedentes en la historia de Israel. Según The Economis t y Tablet  este día ha sido descrito como el más sangriento para los judíos desde el Holocausto.   La mayoría de las víctimas eran civiles asesinados en sus casas y en un festival de música al aire libre, además de soldados estacionados en bases cercanas a la frontera. Al menos 240 personas, entre ellas ancianos, mujeres y niños, fueron secuestradas y llevados a Gaza.  

### Recopilación de evidencias
Tras los ataques, la policía israelí comenzó a recopilar pruebas y declaraciones de testigos, así como a interrogar a militantes de Hamás capturados. En colaboración con el ejército y el Shin Bet (servicio de seguridad interna), la policía inició una investigación exhaustiva sobre la violencia sexual, que presentó desafíos debido a la dificultad de recolectar pruebas físicas en una zona de guerra. Las autoridades recuperaron pruebas en vídeo, fotografías de los cuerpos de las víctimas y testimonios de los propios militantes que confirman los relatos de los testigos de agresión sexual.      Según la policía Israelí, las autopsias de las víctimas también corroboraron estos relatos.
Ina Kubbe, investigadora especializada en género y conflictos de la Universidad de Tel Aviv, dijo que las pruebas apuntan a la violencia sexual. Sin embargo, enfatizó la necesidad de una investigación forense para determinar oficialmente que se trató de una violación.

### Testimonios
Sobrevivientes, víctimas, testigos, socorristas y el personal militar brindaron relatos de las presuntas violaciones, mutilaciones y otros actos de violencia sexual que infligieron los militantes de Hamás. Un funcionario de Lahav 433 dijo a la Knéset que se habían recopilado 1500 testimonios. Shelly Harush, la oficial de policía que dirigió la investigación, contó a The Times el 2 de diciembre de 2023: «Ahora está claro que los delitos sexuales eran parte de la planificación y el propósito era aterrorizar y humillar a la gente».
Según la profesora de la Universidad de Tel Aviv, Tamar Herzig, algunos testigos escucharon a los militantes discutir planes para violar a chicas específicas.  Herzig también dijo que fueron vistos «haciendo desfilar a las víctimas de violación» con la ropa arrancada y sangre entre las piernas».  

### Interrogatorios a militantes de Hamás
El 24 de octubre, las agencias de seguridad israelíes publicaron un vídeo que mostraba el interrogatorio de siete presuntos militantes de Hamás. El 25 de octubre, Associated Press analizó seis de estos vídeos de interrogatorios y declaró que no podían verificarlos de forma independiente y que los presuntos militantes, que están ensangrentados y hacen muecas de dolor, podrían haber estado hablando bajo coacción. El 28 de marzo de 2024, las FDI publicaron imágenes de un presunto militante de la Yihad Islámica, Manar Mahmoud Muhammad Qassem, diciendo que había violado a una mujer israelí en un kibutz el 7 de octubre. En el vídeo, Qassem describe el incidente, incluida su ropa, sujetador y ropa interior, y el hecho de que más tarde otros dos militantes se la llevaron con su madre.  Al día siguiente, Middle East Eye informó que el video publicado por las FDI «fue eliminado y republicado varias veces después de que los comentaristas notaran inconsistencias en el testimonio y errores de traducción de los subtítulos». Agregó que «La supuesta confesión se informó por primera vez en diciembre. Desde entonces, a pesar de que Qasem proporcionó una descripción detallada de la apariencia física de la víctima, las fuerzas israelíes no han podido identificar a la mujer». En mayo de 2024, las FDI publicaron imágenes de un padre y un hijo capturados, que afirmaban que eran miembros de Hamás, confesando haber asesinado a civiles en sus hogares, secuestrado a víctimas y violado a mujeres antes de asesinar a una de ellas en el kibutz Nir Oz.
Human Rights Watch y Amnistía Internacional afirmaron que estas supuestas confesiones probablemente fueron extraídas bajo tortura, violan el derecho internacional y los derechos humanos básicos y deben considerarse inadmisibles como evidencia creíble. También pidieron al gobierno israelí que dejara de publicar esas «confesiones» grabadas. Physicians for Human Rights Israel denunció estas supuestas confesiones grabadas, citando «una gran preocupación por el hecho de que los interrogatorios incluyeron el uso de la tortura». La ONU e informes de organizaciones de derechos humanos como B'Tselem y medios de comunicación confirmaron el uso sistemático israelí de la tortura durante la guerra en Gaza, incluyendo violaciones, violaciones en grupo, tortura sexualizada y mutilación de hombres, mujeres y niños palestinos detenidos por guardias israelíes, incluso durante los interrogatorios.

### Trabajo forense limitado
Los miembros de la ONU, Physicians for Human Rights Israel y la Asociación de Centros de Crisis por Violación en Israel han señalado la falta de investigación forense que se realizó sobre los fallecidos en los lugares de los ataques. Debido a la gran cantidad de personas fallecidas, Israel estaba tratando de identificar completamente a todas las víctimas al menos un mes después de los ataques del 7 de octubre, lo que provocó que las morgues sobrecargadas no recogieran pruebas físicas ni procesaran los kits de violación de ninguno de los cuerpos. Según se informa, los funcionarios de las morgues en Israel no pueden designar casos individuales de violación o violencia sexual, debido a la falta de pruebas físicas que son necesarias en un tribunal de justicia.
La ONU, que encontró «información clara y convincente» de violencia sexual durante los ataques de Hamás, informa que la evidencia forense limitada se debe tanto al gran número de víctimas como a las «escenas del crimen dispersas en un contexto de hostilidades persistentes». Un funcionario de relaciones gubernamentales de la Red de Mujeres de Israel dijo que la mayoría de las violadas habían sido asesinadas y sus cuerpos fueron quemados o enterrados junto con cualquier evidencia forense. Los medios israelíes reconocieron que las escenas de los ataques no habían sido fotografiadas, preservadas o examinadas forensemente de manera adecuada.

### Juicios
En diciembre de 2024, Ynet publicó una entrevista con el fiscal israelí Moran Gaz, quien hasta hace poco estaba a cargo de la Fiscalía del Sur de Israel y era miembro del Equipo 7.10 que se ocupa de los crímenes de Hamás el 7 de octubre. Gaz dice que obtener justicia, en particular por delitos sexuales, será muy difícil y pidió al público que reduzca las expectativas al respecto:ç

Al final, no tenemos denunciantes. Lo que se ha presentado en los medios de comunicación en comparación con lo que finalmente saldrá a la luz será completamente diferente. Ya sea porque las víctimas fueron asesinadas, o porque las mujeres que fueron violadas no están dispuestas a revelarlo. Nos pusimos en contacto con las organizaciones de derechos de las mujeres y les pedimos cooperación. Nos dijeron que simplemente no se pusieron en contacto con ellas. Hubo padres que se pusieron en contacto con las organizaciones y preguntaron qué hacer si algo le pasaba a su hija, pero no revelaron el abuso... Sé que hay expectativas públicas y entiendo la necesidad de abordar los horribles crímenes sexuales y agresiones sexuales que se han cometido, pero la gran mayoría de ellos no podrán superar el umbral de la prueba en los tribunales y las críticas finalmente llegarán a la fiscalía, injustamente.

Gaz también dijo que quiere que todos los que cruzaron la valla «para matar o saquear, no importa» se enfrenten a la pena de muerte.

## Presuntos actos por ubicación

### Violaciones en Be'eri

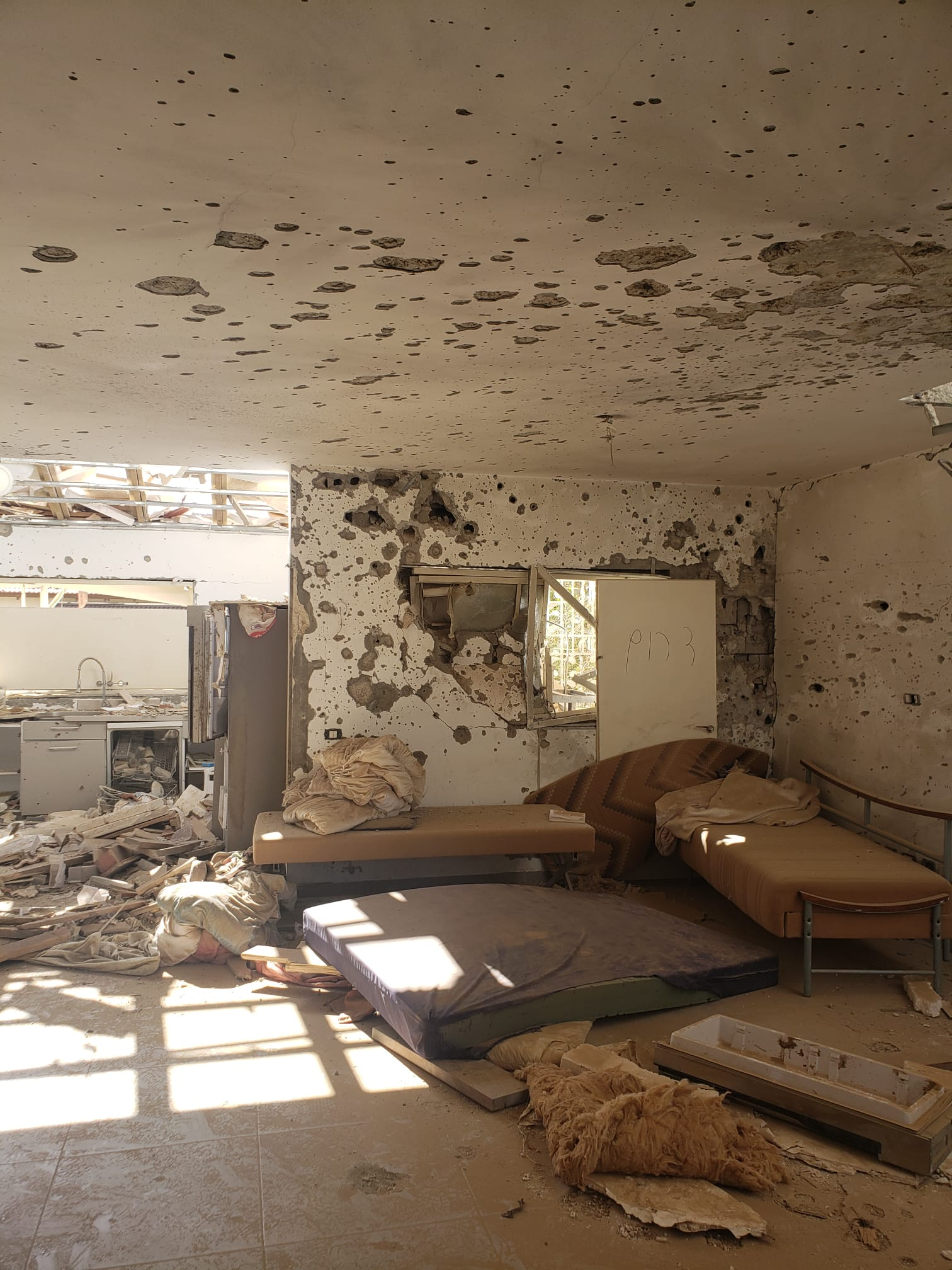
Be'eri tras el ataque del 7 de octubre

Un paramédico de la Unidad de Rescate de Tácticas Especiales 669 dijo que el 7 de octubre en Kibbutz Be'eri ñencontró los cuerpos de dos jóvenes adolescentes en un dormitorio.  Dijo que no tenía dudas de que una de las adolescentes fue violada, pero no sabía si murió primero. El NYT confirmó ahora que uno de los “testigos” cuatro meses después de viralizarse la historia de Gettleman – un médico de una unidad paramilitar israelí –que Gettleman afirmó falsamente haber visto evidencia de que dos mujeres sufrieron violencia sexual en el Kibbutz Be’eri el 7 de octubre
Días después Michal Paikin, ex miembro del Knesset y vocera del Kibbutz Be’eri, desmintió la agresión sexual que habrían sufrido dos de tres víctimas señaladas en el reportaje del diario New York Times «Sólo les dispararon... no fueron sometidas a abusos», explicó Paikin. Los abuelos maternos de las niñas, Gillian y Pete Brisley, que no fueron consultados por el New York Times, declararon a medios israelíes: «les dispararon, no les hicieron nada más». Un vocero del gobierno israelí, Eylon Levy, conectó al «paramédico» anónimo con medios de comunicación internacionales para describir esta escena, ubicándola unas veces en Be’eri, otras en Nahal Oz. «Doblaron a alguien y entendí que la estaba violando, y luego el violador se la pasó a otro para continuar. [...] Recuerdo haber visto a otra persona violándola, y mientras todavía estaba penetrándola le disparó en la cabeza». 
El periodista estadunidense Jeffrey Gettleman, cuya familia era habitantes del Kibbutz trabajó con dos reporteros israelíes nAdam Sella y Anat Schwartz.
Esta última reveló en entrevista detalles del reportaje. Mencionó que su única fuente sobre las supuestas violaciones fue «el paramédico». Entre los vecinos «nadie vio ni escuchó nada», tampoco los hospitales registraron admisiones de víctimas de delitos sexuales en el 7 de octubre.
Otro superviviente contó a The Times : «Habían atrapado a una joven cerca de un coche y ella se defendía, sin permitirles que la desnudaran. La arrojaron al suelo y uno de los terroristas tomó una pala y la decapitó a ella, luego su cabeza. rodó por el suelo. Veo esa cabeza también». El periodista británico de origen judío Richard Sanders tras investigaciones para su documental October 7th, afirmó que gran parte de los relatos no coincidían con lo tratado "oMostramos que muchas historias que han sido difundidas en los medios de comunicación no son ciertas, como que Hamás asesinó y mutiló a decenas de bebés o que utilizó la violencia sexual de forma generalizada y sistemática. Esto es importante, porque esos dos elementos de desinformación han sido utilizados de forma repetida para justificar las atrocidades del asalto israelí a la Franja de Gaza. Han desempeñado un papel crítico a la hora de deshumanizar al enemigo y así facilitar el genocidio.
El New York Times, sobre las supuestas violaciones donde centró su artículo titulado “Gritos sin palabras” sobre una mujer que fue asesinada a unos 14 kilómetros al norte del festival de música. Se analizaron unas fotos post mortem en las que ella no lleva ropa interior. Una tercera parte del texto trata de una supuesta violación por parte de Hamás. Pero cuando se publicó el artículo, la hermana de la mujer protesto contra el medio afirmando que era imposible que hubiera sido violada, porque estaba mandando mensajes por SMS minutos antes de morir. Y su marido habló después de su muerte durante 40 minutos sin mencionar ninguna violación.

### Bases de las FDI
Muchos de los cuerpos descubiertos en las distintas escenas fueron llevados a la Shura del Campamento del Rabinato Militar de las FDI, que alberga instalaciones para la identificación de cuerpos. Haaretz informó en abril de 2024 que «según una fuente conocedora de los detalles, no había señales en ninguno de esos cuerpos [en la base de la Shura] que atestigüen que se habían producido relaciones sexuales o mutilación de genitales».

## Desinformación

### Informes falsos
El 22 de mayo la agencia de noticias, Associated Press (AP), publicó un informe en el que se detallaban dos relatos falsos de violencia sexual y de género ocurridos el 7 de octubre. Uno de los relatos fue dado por Yossi Landau, un veterano voluntario del grupo ultraortodoxo de paramédicos y rescate ZAKA. Landau afirmó que mientras trabajaba en el kibutz Beeri, encontró a una mujer embarazada tendida en el suelo con el feto todavía adherido al cordón umbilicado y retirado de su cuerpo. AP informa que Landau «contó la historia a los periodistas y fue citado en medios de todo el mundo». El portavoz de ZAKA, Moti Bukjin, dijo que pasó un tiempo antes de que se dieran cuenta de que la versión de Landau no era cierta y le dijeron que dejara de repetirla, pero él siguió haciéndolo porque sigue convencido de que es verdad. Las Naciones Unidas también confirmaron que la versión de Landau es falsa. Junto con otros socorristas, Landau también dijo a los periodistas que había visto niños y bebés decapitados. Sin embargo, AP señala que «no se había publicado ninguna prueba convincente que respaldara esa afirmación, y fue desmentida por Haaretz y otros medios importantes».
La segunda versión falsa del informe de AP provino del comandante de ZAKA, Chaim Otmazgin, quien dijo que al entrar en una casa del kibutz Beeri, descubrió el cuerpo de una adolescente con los pantalones bajados, separada de sus familiares. Supuso que esto significaba que había sido violada y testificó sobre ello en la Knéset y ante los periodistas. Sin embargo, la AP informó que ZAKA descubrió que esa interpretación era errónea tres meses después: «Después de verificar con contactos militares, ZAKA descubrió que un grupo de soldados había arrastrado el cuerpo de la chica por la habitación para asegurarse de que no tuviera una trampa explosiva. Durante el procedimiento, se le habían bajado los pantalones». Otmazgin dijo a la AP que se dio cuenta de que tales versiones falsas podían causar daño, pero creyó que lo había resuelto al corregir su versión meses después.
Poco después del 7 de octubre, Cochav Elkayam-Levy, un experto legal del Instituto Davis de Relaciones Internacionales de la Universidad Hebrea de Jerusalén, ex abogado del gobierno israelí, exmiembro de la unidad del portavoz militar y estrecho colaborador del primer ministro Netanyahu, estableció la «Comisión Civil sobre los Crímenes del 7 de octubre cometidos por Hamás contra Mujeres y Niños», cuyo objetivo era dar voz a las víctimas y sus familias. En junio de 2024, The Times informó que Elkayam-Levy difundió una «historia desacreditada» sobre una «mujer embarazada y su feto asesinado», al tiempo que circulaba «fotografías de mujeres soldados asesinadas que resultaron ser imágenes de combatientes kurdas en Siria». El Times añadió: «Elkayam-Levy ha seguido siendo, no obstante, la voz pública más destacada sobre la violencia sexual del 7 de octubre, y en abril ganó el máximo honor civil del país, el Premio Israel».

### Desinformación de la ZAKA
El grupo de voluntarios paramédicos y de rescate ZAKA, en su mayoría ultraortodoxos, comenzó a recoger cuerpos inmediatamente después de los ataques de Hamás, mientras que las FDI evitaron asignar soldados con entrenamiento para recuperar y documentar cuidadosamente los restos humanos en situaciones posteriores al terrorismo. El portavoz de Zaka, Simcha Greeneman, dijo que en un kibutz se encontró con una mujer muerta con objetos afilados en la vagina, incluidos clavos. Sin embargo, como parte del esfuerzo por obtener exposición en los medios, Zaka difundió relatos de atrocidades que nunca ocurrieron, publicó fotografías sensibles y gráficas y actuó de manera poco profesional sobre el terreno, a menudo mezclando restos de múltiples víctimas en la misma bolsa y creando poca o ninguna documentación sobre los restos. Debido a que Zaka tardó varios meses en reconocer que estos relatos eran incorrectos, proliferaron ampliamente. Además, mientras hablaba con periodistas en marzo de 2024, un miembro de la organización y reservista de las FDI declaró que había modificado la ropa de los restos de las mujeres en el festival de música Nova para preservar su dignidad antes de tomarles una fotografía de identificación.

### Acusaciones de propaganda israelí
En febrero de 2024, la presentadora de The Hill, Briahna Joy Gray, criticó las acusaciones del Departamento de Estado de los Estados Unidos de que Hamás había violado a rehenes israelíes, y en particular criticó la caracterización de la violencia sexual como «violación masiva» en lugar de actos individuales, o la «utilización de la violación como arma» como propaganda de guerra israelí. El periodista y teórico de la conspiración estadounidense Max Blumenthal también afirmó que Israel estaba inventando historias de violaciones masivas el 7 de octubre. Una investigación de las Naciones Unidas encontró falta de evidencia de que Hamás hubiera utilizado deliberadamente la violencia sexual como arma, aunque no descartó esa posibilidad.

## Reacciones internacionales

### Hamás
Los funcionarios de Hamás, incluido Basem Naim, negaron el uso de la violencia sexual como arma de guerra, citando principios islámicos que prohíben cualquier relación sexual fuera del matrimonio.  Hamás negó haber cometido agresión sexual alguna y pidió una investigación internacional imparcial sobre las acusaciones. También condenó «la coordinación de algunos medios de comunicación occidentales con las campañas engañosas sionistas que promueven mentiras y acusaciones infundadas destinadas a demonizar la resistencia palestina». También exigieron que The New York Times se disculpara tras un informe sobre el asunto y que cualquier violencia sexual que hubiera ocurrido debería atribuirse a otros militantes que atravesaron la frontera entre Israel y Gaza el 7 de octubre.
Naim afirmó que el informe del New York Times sobre la violencia sexual carecía de pruebas concluyentes, argumentó que los testimonios de mujeres israelíes contradecían el informe y citó el supuesto buen trato de Hamás a las rehenes femeninas en la Franja de Gaza. También remarcó que la operación del 7 de octubre fue «muy corta», añadiendo que los militantes de Hamás sólo tuvieron tiempo suficiente para completar su misión «de aplastar los emplazamientos militares del enemigo».

### Reacciones internacionales
Los embajadores de Malta, España y Panamá en Israel condenaron las acciones de Hamás en un panel de la Knesset el 27 de noviembre de 2023.  El embajador canadiense en el mismo panel lamentó la silenciosa respuesta a las acciones contra las mujeres israelíes.  El presidente estadounidense, Joe Biden, condenó a Hamás y afirmó que sus acciones eran "pura maldad". En un discurso pronunciado el 10 de octubre, Biden dijo: "Bebés asesinados, familias enteras asesinadas, jóvenes masacrados, mujeres violadas, agredidas y exhibidas como trofeos". 
La directora del Centro de Agresión Sexual de la Universidad de Alberta, en Canadá, fue despedida después de firmar una carta cuestionando los informes de violación.  
Las denuncias de violación por parte de las FDI fueron consideradas bulos por varias agencias de noticias, comparando la situación con los bulos sobre la decapitación de bebés por parte de Hamás el 10 de octubre, después de que una reportera del canal de televisión israelí i24 News entrevistara a miembros de las Fuerzas de Defensa de Israel en en Kfar Aza, quienes dijeron haber visto bebés a quienes les habían cortado la cabeza.  Los organizadores de la marcha del 25 de noviembre en París, a la que asistieron 80.000 personas, declararon: "Hay que condenar inequívocamente los crímenes sexuales y sexistas, las violaciones y los feminicidios cometidos por Hamás". 
Una encuesta realizada en Sudáfrica mostró que el 25% de los encuestados creía que las víctimas de los ataques sexuales de Hamás se lo habían buscado.

### Naciones Unidas y grupos de derechos humanos

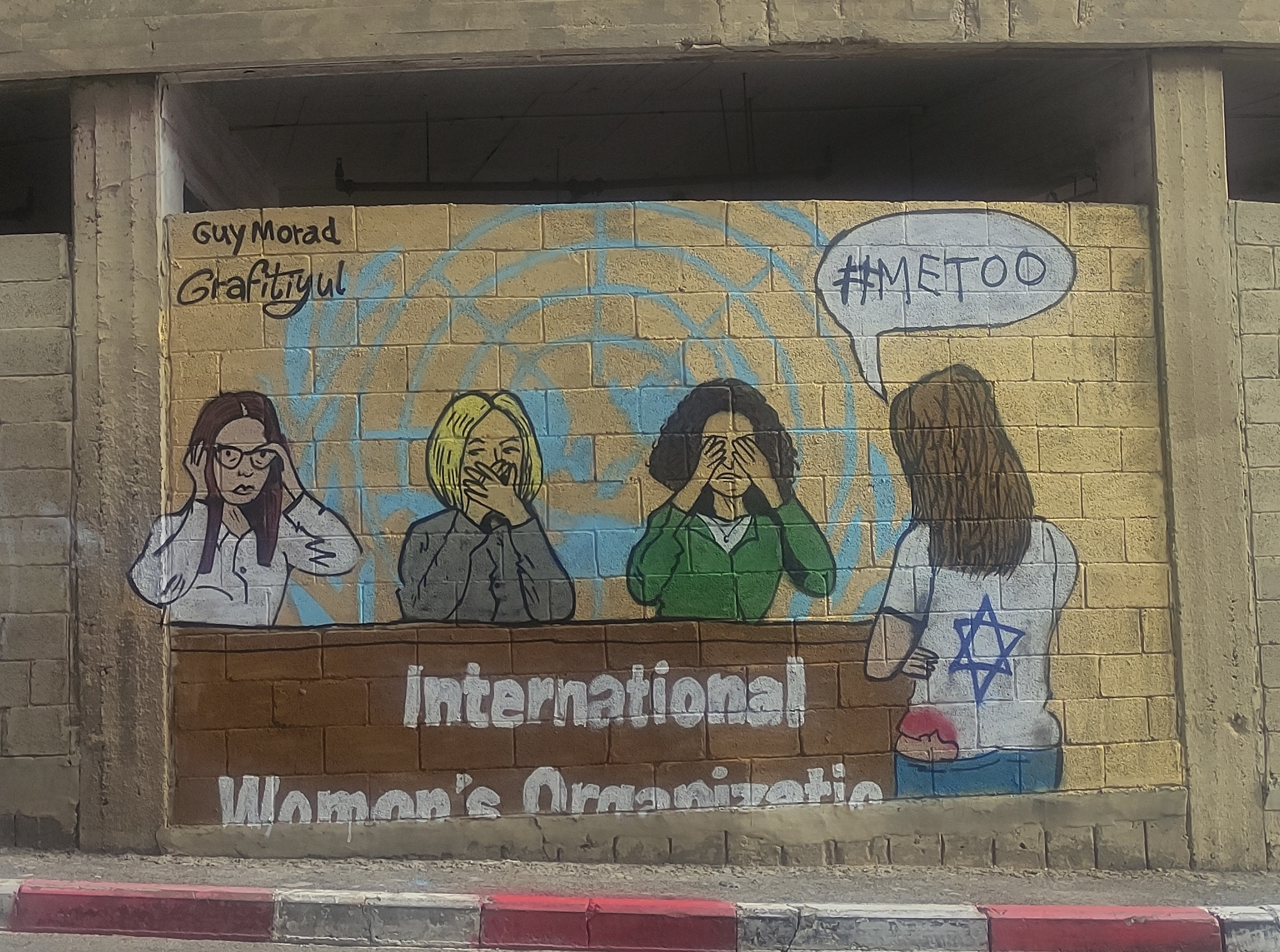
Grafitis en Tel Aviv en protesta contra la percepción de inacción y desconocimiento de las evidencias de violencia sexual en el contexto de los ataques del 7 de octubre por parte de las organizaciones internacionales de mujeres

Pramila Patten, Representante Especial de las Naciones Unidas sobre Violencia Sexual en Conflictos, informó que su equipo había "encontrado información clara y convincente de que se había cometido violencia sexual, incluidas violaciones, torturas sexualizadas y tratos crueles, inhumanos y degradantes" contra rehenes y que tenía motivos razonables para creer que tal violencia continuaba contra los rehenes mantenidos en Gaza.
Las Naciones Unidas, en particular el Comité de las Naciones Unidas para la Eliminación de la Discriminación contra la Mujer (CEDAW), fueron criticadas por los medios y defensores judíos e israelíes por no condenar las violaciones de mujeres israelíes después de que se les presentaran pruebas y testimonios de testigos.    Israel condenó a la ONU por su respuesta.    El grupo israelí de derechos humanos, Médicos por los Derechos Humanos de Israel pidió que la Corte Penal Internacional tome medidas. 
La Dra. Cochav Elkayam Levy dijo al New York Times que el 1 de noviembre envió una carta firmada por decenas de académicos a ONU Mujeres, pidiendo la condena de la violencia sexual durante el ataque, pero no recibió respuesta.  Un grupo bipartidista de más de 80 miembros del Congreso estadounidense calificó la respuesta de ONU Mujeres como "lamentablemente insatisfactoria".  La senadora Kirsten Gillibrand de Nueva York dijo "cuando vi la lista de organizaciones de derechos de las mujeres que no decían nada, casi me ahogo". 
La primera dama israelí, Michal Herzog, calificó la respuesta de organizaciones internacionales como ONU Mujeres de "silencio inconcebible e imperdonable".   ONU Mujeres condenó brevemente a Hamás en una publicación, pero la eliminó poco después.  Los medios de comunicación y las organizaciones de defensa judíos e israelíes criticaron a ONU Mujeres y al movimiento #MeToo, diciendo que no condenaron la violencia contra las mujeres que tuvo lugar durante el ataque del 7 de octubre.      El 1 de diciembre, ONU Mujeres declaró: "Condenamos inequívocamente los brutales ataques de Hamás contra Israel el 7 de octubre".   La política israelí Zehava Galon criticó a la organización y escribió que "la organización de mujeres de la ONU tardó casi dos meses... en emitir una pálida condena". 
El 28 de noviembre, el Secretario General de la ONU, António Guterres, dijo que hubo numerosos relatos de violencia sexual durante el ataque del 7 de octubre; Dijo que los incidentes "deben ser investigados y perseguidos enérgicamente".   Una comisión de investigación de la ONU que investigará crímenes de guerra se centrará específicamente en casos de violencia sexual por parte de Hamás.   El representante permanente de Israel ante la ONU, Gilad Erdan, acusó a la comisión de antisemitismo y afirmó que Israel no cooperará con ella.  La periodista inglesa Gaby Hinsliff criticó la lenta respuesta de la ONU. 
Posteriormente, en junio de 2024, la Comisión de Investigación independiente de las Naciones Unidas publicó un informe de investigación jurídico y exhaustivo que concluyó, que a partir de las «pruebas documentadas», que »si bien la Comisión no pudo llegar a una conclusión definitiva con respecto a la violación», existía un patrón indicativo de violencia sexual por parte de las fuerzas palestinas durante el ataque, que estos incidentes no eran aislados y que Hamás y otros grupos militantes eran responsables de violencia de género «mediante asesinatos intencionales, secuestros y abusos físicos, mentales y sexuales». La Comisión afirmó que no podía verificar de forma independiente las acusaciones de violación, tortura sexualizada y mutilación genital debido a la obstrucción de su investigación por parte de Israel. Tampoco encontró «ninguna prueba creíble» de que los militantes palestinos «recibieran órdenes de cometer violencia sexual», y por lo tanto no podía sacar conclusiones sobre el tema.

### #MeToo a menos que seas judío
"#MeToo Unless You're A Jew" es un lema de protesta fundado por Danielle Ofek y Noa Matz. que considera hipócrita la actitud de la ONU. Las organizaciones de derechos humanos israelíes y judías protestaron frente a la ONU, vestidas con atuendos en recordación a las víctimas de violación, varias de ellas portaban carteles que decían "#MeToo a menos que seas judío".      En París se realizó una protesta similar llamada "Nous Toutes a menos que seas judío". 

### #EndTheSilence
En 2024, la Organización Sionista Femenina Americana (Hadassah) lanzó una campaña global, #EndTheSilence, para concienciar acerca de la violencia sexual ejercida por Hamás el 7 de octubre y exigir justicia.La campaña tiene como objetivo que se investiguen de manera rigurosa y objetiva los abusos sexuales cometidos a mujeres israelíes por parte de Hamás.
En Buenos Aires, Argentina, el 8 de marzo de 2024, día internacional de la mujer, hubo una marcha de mujeres vestidas de negro con zapatos rojos denunciando los abusos sexuales cometidos por Hamás. 

Hoy alzamos nuestra voz para pedirle a las Naciones Unidas que realicen una exhaustiva investigación independiente y condena firme a los responsables. Señores de la ONU, no sólo hay motivos razonables, hay pruebas irrefutables que exigen una condena. Hoy somos la voz de las mujeres que fueron violadas y asesinadas por Hamás. Hoy somos la voz de las mujeres que están siendo violadas en cautiverio. Hoy somos la voz de las mujeres que fueron violadas y no están listas para compartir sus historias debido al trauma. Hoy hablamos en nombre de aquellos que no pueden hacerlo. Hoy terminamos con el silencio. 